# جيمس ر. لوري
جيمس ر. لوري هو سياسي كندي، ولد في 12 أبريل 1884 في Hastings, Ontario ‏ في كندا، وتوفي في 8 ديسمبر 1956 في فانكوفر في كندا. نشط حزبياً في الرابطة التقدمية المحافظة في ألبرتا ‏. وقد انتخب عضو الجمعية التشريعية في ألبرتا ‏.